# 福島テルサ
福島テルサ（ふくしまテルサ）は、福島県福島市にあるホール。
2020年4月1日から、キョウワグループが命名権を取得し、キョウワグループ・テルサホールの愛称が用いられている。

## 概要
1994年に完成した鉄骨（一部鉄筋）コンクリート造地下1階、地上6階建ての建物。福島を代表するメインストリートの奥州街道（旧国道4号）に面している。
運営主体は福島市振興公社。文化、教養、スポーツ活動を通じ、市民の福祉増進と文化芸術の振興に寄与するというコンセプトであるため、ホールや会議室などの文化施設だけでなく、温水プールやジムといった体育施設も備えている。
建物概要
設計現代建築研究所・森村設計
敷地面積：2,843.09 m2
構造：鉄骨（一部鉄筋）コンクリート造
建築面積：2,088.82 m2
延床面積：9,649.33 m2

## 施設
- 1F・2F FTホール：1・2階席合わせて500人収容。緞帳には吾妻小富士の雪うさぎが描かれている。
- 地下1F 音楽室・楽屋
- 3F 会議室（あぶくま・あづま・しのぶ・もちずり）
- 4F 和室（ほうらい）
- 4F 研修室（つきのわ・すりかみ）
- 4F ギャラリー
- 1F レストラン恊・カフェ和（運営元キョウワプロテック）
- 5F・6F 温水プール・トレーニングジム（フィットネスクラブDNA福島テルサ店）

## 所在地・アクセス

### 所在地
- 福島県福島市上町4番25号（郵便番号960-8101）

### アクセス
- JR東日本・阿武隈急行・福島交通福島駅より約1.0 km。
- 東北自動車道福島飯坂ICより約6.4 km。

## その他
- 2011年3月11日から5月31日までの期間、東日本大震災（東北地方太平洋沖地震）に伴う館内設備点検のため、休館となった。